# Singa (zoologia)
Singa C. L. Koch, 1836 è un genere di ragni appartenente alla famiglia Araneidae.

## Etimologia
Il nome probabilmente deriva dall'indonesiano singa, che significa leone, anche se non è chiaro il motivo.

## Distribuzione
Le 27 specie oggi note di questo genere sono state rinvenute in Europa, Asia, Africa e America settentrionale.
In Italia questo genere è rappresentato da cinque specie, di cui quattro alquanto diffuse sul territorio nazionale:
- S. hamata, in varie località della penisola e in Sardegna.
- S. nitidula, in varie località della penisola.
- S. semiatra, in varie località della penisola e in Sicilia[2].
- S. simoniana, endemismo della Sardegna.
- S. neta[3].

## Tassonomia
A dicembre 2011, si compone di 27 specie e 2 sottospecie:
1. Singa albobivittata Caporiacco, 1947 — Tanzania
2. Singa albodorsata Kauri, 1950 — Sudafrica
3. Singa alpigena Yin, Wang & Li, 1983 — Cina
4. Singa alpigenoides Song & Zhu, 1992 — Cina
5. Singa ammophila Levy, 2007 — Israele
6. Singa aussereri Thorell, 1873 — Europa
7. Singa bifasciata Schenkel, 1936 — Cina
8. Singa chota Tikader, 1970 — India
9. Singa concinna Karsch, 1884 — São Tomé e Principe
10. Singa cruciformis Yin, Peng & Wang, 1994 — Cina
11. Singa cyanea (Worley, 1928) — USA
12. Singa eugeni Levi, 1972 — USA
13. Singa haddooensis Tikader, 1977 — Isole Andamane
14. Singa hamata (Clerck, 1757) — Regione paleartica
  - Singa hamata melanocephala C. L. Koch, 1836 — Europa
15. Singa hilira Barrion & Litsinger, 1995 — Filippine
16. Singa kansuensis Schenkel, 1936 — Cina
17. Singa keyserlingi McCook, 1894 — USA, Canada
18. Singa lawrencei (Lessert, 1930) — Congo
19. Singa leucoplagiata (Simon, 1899) — Sumatra
20. Singa lucina (Audouin, 1826) — dal Mediterraneo all'Asia Centrale
  - Singa lucina eburnea (Simon, 1929) — Algeria, Tunisia
21. Singa myrrhea (Simon, 1895) — India
22. Singa neta (O. P.-Cambridge, 1872) — Mediterraneo
23. Singa nitidula C. L. Koch, 1844 — Regione paleartica
24. Singa perpolita (Thorell, 1892) — Singapore
25. Singa semiatra L. Koch, 1867 — Mediterraneo, Ucraina
26. Singa simoniana Costa, 1885 — Sardegna
27. Singa theodori (Thorell, 1894) — Giava

### Specie trasferite
La separazione del genere Hypsosinga Ausserer, 1871 e una certa variabilità nei caratteri distintivi di questo genere hanno reso cospicuo il numero di specie trasferite:
1. Singa abbreviata Keyserling, 1879; trasferita al genere Bertrana Keyserling, 1884.
2. Singa aenea Kroneberg, 1875; trasferita al genere Hypsosinga Ausserer, 1871.
3. Singa affinis O. P.-Cambridge, 1876; trasferita al genere Hypsosinga Ausserer, 1871.
4. Singa albovittata Westring, 1851; trasferita al genere Hypsosinga Ausserer, 1871.
5. Singa atra Kulczyński, 1885; trasferita al genere Hypsosinga Ausserer, 1871.
6. Singa attica Simon, 1884; trasferita al genere Hypsosinga Ausserer, 1871.
7. Singa bengryi Archer, 1958; trasferita al genere Metepeira F. O. P.-Cambridge, 1903.
8. Singa calix (Walckenaer, 1841); trasferita al genere Metazygia F. O. P.-Cambridge, 1904.
9. Singa crewi Banks, 1903; trasferita al genere Metazygia F. O. P.-Cambridge, 1904.
10. Singa cubana Banks, 1909; trasferita al genere Hypsosinga Ausserer, 1871.
11. Singa dotana Banks, 1914; trasferita al genere Exalbidion Wunderlich, 1995, appartenente alla famiglia Theridiidae.
12. Singa duodecimguttata Keyserling, 1879; trasferita al genere Spilasma Simon, 1897.
13. Singa erythrothorax Taczanowski, 1873; trasferita al genere Alpaida O. P.-Cambridge, 1889.
14. Singa essequibensis (Hingston, 1932); trasferita al genere Eustala Simon, 1895.
15. Singa flava O. P.-Cambridge, 1894; trasferita al genere Araneus Clerck, 1757.
16. Singa floridana Banks, 1896; trasferita al genere Araneus Clerck, 1757.
17. Singa gracilenta (Roewer, 1942); trasferita al genere Argiope Audouin, 1826.
18. Singa groenlandica (Simon, 1889); trasferita al genere Hypsosinga Ausserer, 1871.
19. Singa hentzi Banks, 1907; trasferita al genere Hypsosinga Ausserer, 1871.
20. Singa heri (Hahn, 1831); trasferita al genere Hypsosinga Ausserer, 1871.
21. Singa leucogramma (White, 1841); trasferita al genere Alpaida O. P.-Cambridge, 1889.
22. Singa linyphiformis (Bösenberg & Strand, 1906); trasferita al genere Hypsosinga Ausserer, 1871.
23. Singa longicauda Taczanowski, 1878; trasferita al genere Cyclosa Menge, 1866.
24. Singa marmorata Taczanowski, 1873; trasferita al genere Alpaida O. P.-Cambridge, 1889.
25. Singa maura (Hentz, 1847); trasferita al genere Metazygia F. O. P.-Cambridge, 1904.
26. Singa melania Chamberlin & Ivie, 1947; trasferita al genere Hypsosinga Ausserer, 1871.
27. Singa modesta Banks, 1896; trasferita al genere Hypsosinga Ausserer, 1871.
28. Singa mollybyrnae McCook, 1894; trasferita al genere Metazygia F. O. P.-Cambridge, 1904.
29. Singa nigripes Keyserling, 1884; trasferita al genere Hypsosinga Ausserer, 1871.
30. Singa nigrofasciata L. Koch, 1881; trasferita al genere Hypsosinga Ausserer, 1871.
31. Singa niveosigillata Mello-Leitão, 1941; trasferita al genere Alpaida O. P.-Cambridge, 1889.
32. Singa orotes Archer, 1951; trasferita al genere Hypsosinga Ausserer, 1871.
33. Singa phragmiteti Nemenz, 1956; trasferita al genere Larinia Simon, 1874.
34. Singa pratensis Emerton, 1884; trasferita al genere Araneus.
35. Singa pygmaea (Sundevall, 1831); trasferita al genere Hypsosinga Ausserer, 1871.
36. Singa rubens (Hentz, 1847); trasferita al genere Hypsosinga Ausserer, 1871.
37. Singa sanguinea C. L. Koch, 1844; trasferita al genere Hypsosinga Ausserer, 1871.
38. Singa scabristernis Kulczynski, 1887; trasferita al genere Hypsosinga Ausserer, 1871.
39. Singa singaeformis (Scheffer, 1904); trasferita al genere Hypsosinga Ausserer, 1871.
40. Singa theridiformis (Bösenberg & Strand, 1906); trasferita al genere Hypsosinga Ausserer, 1871.
41. Singa trapezoides (Karsch, 1879); trasferita al genere Eriophora Simon, 1864.
42. Singa truncata Banks, 1901; trasferita al genere Hypsosinga Ausserer, 1871.
43. Singa vanbruyseli Becker, 1879; trasferita al genere Cyclosa Menge, 1866.
44. Singa variabilis Emerton, 1884; trasferita al genere Hypsosinga Ausserer, 1871.

### Nomina dubia
- Singa moesta Banks, 1898; esemplari femminili reperiti in Messico, già ridenominati come Araneus metuens da un lavoro di Petrunkevitch del 1911, secondo uno studio dell'aracnologo Levi del 1972 sono da ritenersi nomina dubia[1].
- Singa tremens Holmberg, 1876; esemplare femminile rinvenuto in Argentina, a seguito di un lavoro di Levi del 1972 è da ritenersi nomen dubium[1].
- Singa vittata Taczanowski, 1873; esemplari femminili, reperiti in Guyana francese e collocati nel genere Araneus da Petrunkevitch nel 1911, a seguito di un lavoro di Levi del 1972 sono da ritenersi nomina dubia[1].